# الحظر الفرنسي لغطاء الوجه

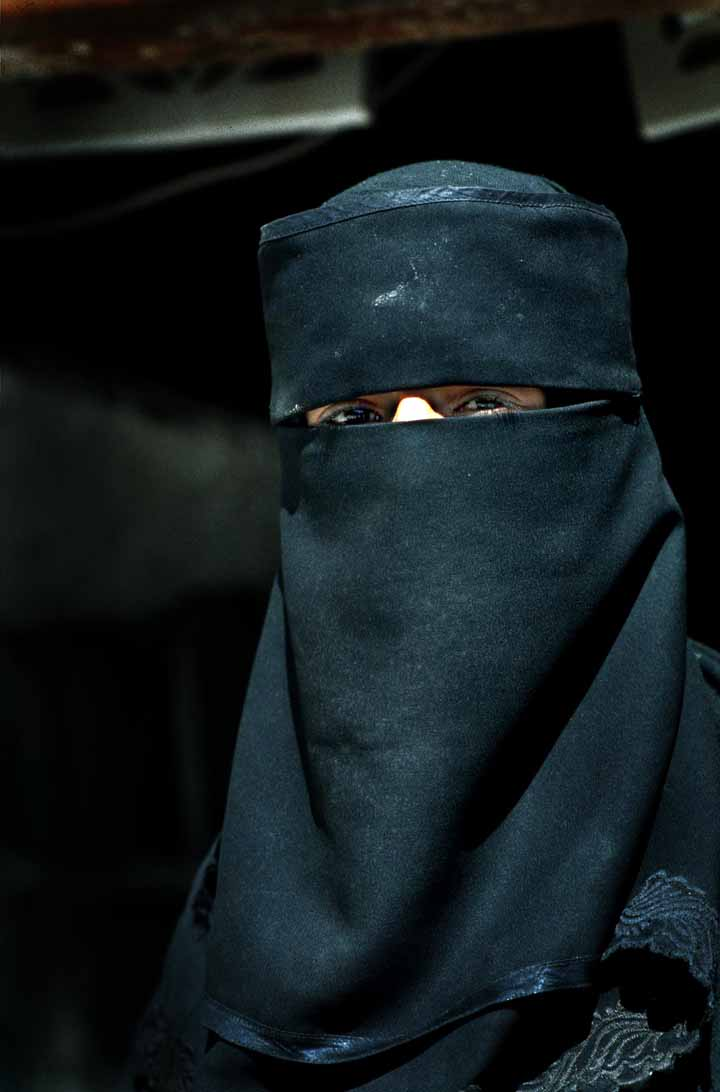
امرأة ترتدي النقاب والذي يغطي الوجه بالكامل ولا يظهر منه سوا العينين.

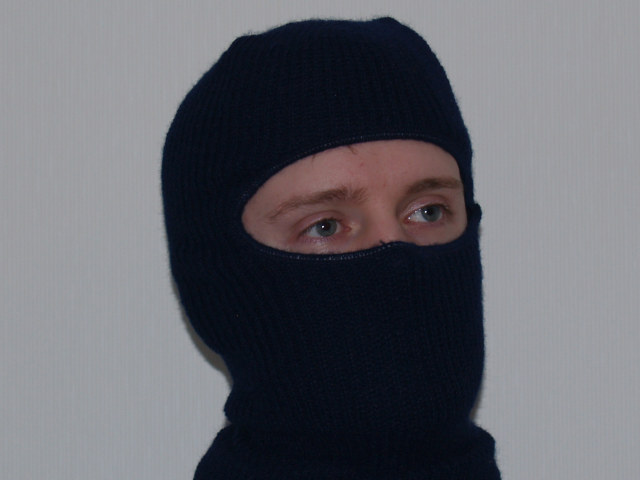
أحد أنواع أغطية الوجه في فرنسا.

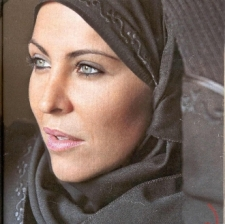
امرأة ترتدي (الحجاب) وهذا النوع من الغطاء لا يعترض عليه القانون الفرنسي.

مشروع حظر غطاء الوجه في الأماكن العامة (بالفرنسية: Projet de loi interdisant la dissimulation du visage dans l'espace public)‏ تم عرضه على مجلس الشيوخ الفرنسي في 14 سبتمبر 2010، بخصوص حظر أغطية الوجه الكاملة مثل النقاب، والبرقع وأي أغطية كاملة تخفي معالم الوجه بالكامل، في الأماكن العامة. المبررات الرئيسية التي جاءت بهذا القرار هي عدم قدرة الآخرين من تحديد هوية الشخص الذي يغطي وجهه مما يسبب الكثير من المشكلات والمخاوف في الأماكن العامة. ولا يسري قرار الحظر على أشكال الحجاب المختلفة الأخرى حيث يكون وجه المرأة واضحا. وكان القرار قد مُرر على المجلس الوطني الفرنسي في 13 يوليو 2010. من 11 أبريل 2011، تم تنفيذ قانون حظر النقاب في الأماكن العامة.
وستفرض غرامة قدرها 150 يورو (216 دولارا) على أي امرأة تخالف القانون والذي يقض أيضا بحظر إخفاء الوجه بحجاب أو قبعة أو قناع في الأماكن العامة، أي الشارع والحدائق العامة ومحطات القطار والمتاجر.
وتلقت الشرطة الفرنسية إرشادات للمساعدة في تنفيذ الحظر، ومن ذلك عدم رفع النقاب عن وجوه المخالفات للحظر بالقوة، وعدم سريان الحظر داخل السيارات الخاصة، مع مراعاة التعامل مع مثل هذه الحالات بموجب قواعد سلامة الطرق.
اعتبارًا من 11 أبريل 2011، أصبح من غير القانوني ارتداء حجاب يغطي الوجه أو أقنعة أخرى في الأماكن العامة. لا يسري هذا القانون علي الحجاب، والأوشحة وغيرها من أغطية الرأس التي لا تغطي الوجه. يفرض القانون غرامة تصل إلى 150 يورو، أو المشاركة في تعليم المواطنة لأولئك الذين ينتهكون القانون. كما يعاقب مشروع القانون أي شخص يجبر (عن طريق العنف أو التهديد أو إساءة استعمال السلطة) على ارتداء غطاء الوجه، بغرامة قدرها 30.000 يورو وسنة واحدة في السجن. يمكن مضاعفة هذه العقوبات إذا كان عمر الضحية أقل من 18 عامًا.
نتيجة للقانون، فإن الاستثناء الوحيد لامرأة ترتدي حجابا يغطي الوجه في الأماكن العامة سيكون إذا كانت تسافر في سيارة خاصة أو تعبد في مكان ديني.  تقول الشرطة الفرنسية إنه في حين يوجد خمسة ملايين مسلم في فرنسا، إلا أن أقل من 2000 يعتقد أنهم يغطون وجوههم بشكل كامل بالحجاب. وكان حظر ارتداء جميع الرموز الدينية الواضحة في المدارس العامة قد صدر في عام 2004 بموجب قانون مختلف، وهو القانون الفرنسي المتعلق بالعلمانية والرموز الدينية الواضحة في المدارس. وقد أثر هذا على ارتداء الحجاب الإسلامي وحجاب الرأس في المدارس، بالإضافة إلى العمائم وغيرها من الملابس المميزة.

## خلفية

حظر البرقع في أوروبا. الخريطة الحالية اعتبارًا من 2025
حظر وطني - يحظر البلد على النساء ارتداء النقاب الكامل في الأماكن العامة
الحظر المحلي - مدن أو مناطق تحظر الحجاب الكامل للوجه
الحظر الجزئي - الحكومة تحظر الحجاب الكامل للوجه في بعض المواقع

بدأ البرلمان الفرنسي تحقيقاً أولياً في هذه القضية بعد وقت قصير من تصريح الرئيس نيكولا ساركوزي في يونيو / حزيران 2009 بأن الحجاب الديني غير مرحب به داخل فرنسا. وكان ساركوزي قد ذكر أن القانون هو لحماية النساء من الاضطرار إلى تغطية وجوههن والتمسك بقيم فرنسا العلمانية. أظهر استطلاع أجراه مركز بيو للأبحاث قبل التصويت أن 80٪ من الناخبين الفرنسيين يؤيدون الحظر. وتشير التقديرات إلى أن حوالي 2000 امرأة ارتدين غطاء الرأس وتم حظره بموجب هذا القانون.

## وصلات خارجية
- نص القانون باكمله (بالفرنسية)